# Maria Ribeiro
Maria do Amaral Ribeiro (Río de Janeiro, 9 de noviembre de 1975) es una actriz brasileña.

## Biografía
Viene de una familia de clase media de Río de Janeiro. Antes de trabajar como actriz estudió periodismo en la Pontificia Universidad Católica de Río de Janeiro. Trabajó en telenovelas como La esclava Isaura, interpretando a Malvina, y en Luz do Sol, interpretando a Zoé. También actuó como la joven Julia en la película Separações, dirigida por el actor y también director carioca Domingos de Oliveira.

## Vida privada
A los 21 años se casó con el actor Paulo Betti, veinticuatro años mayor que ella. En 2003, de ese matrimonio nace su primer hijo, João. En 2007 se casó con el actor Caio Blat, con quien tuvo su segundo hijo, Bento.

## Filmografía

### Televisión
| Año  | Título                     | Personaje             |
| ---- | -------------------------- | --------------------- |
| 1994 | Memorial de Maria Moura    |                       |
| 1994 | Confissões de Adolescente  |                       |
| 1994 | Incidente em Antares       | Gessy                 |
| 1995 | História de Amor           | Bianca Moretti        |
| 1996 | El rey del ganado          | Maria                 |
| 1996 | Malhação                   | Denise                |
| 1999 | Mulher                     |                       |
| 2001 | A Padroeira                | Rosa Maria            |
| 2004 | Metamorphoses              | Patrícia              |
| 2004 | La esclava Isaura          | Malvina Cunha Almeida |
| 2005 | Prueba de amor             | Raquel Miranda        |
| 2007 | Luz do Sol                 | Zoé Bacelar           |
| 2009 | Poder paralelo             | Marília de Castro     |
| 2011 | Oscar Freire               | Rita                  |
| 2012 | Rey David                  | Mical                 |
| 2013 | Copa Hotel                 | Maria Bartolomeu      |
| 2014 | Imperio                    | Danielle Falcão       |
| 2020 | Desalma                    | Giovana               |
| 2020 | Todas as Mulheres do Mundo | Renata                |

### Cine
| Año  | Título                                     | Personaje             | Nota(s)      |
| ---- | ------------------------------------------ | --------------------- | ------------ |
| 1999 | Orfeu                                      | Joana                 |              |
| 2000 | Os Idiotas Mesmo                           | Voz                   | Cortometraje |
| 2000 | Tolerância                                 | Ana Maria             |              |
| 2001 | O Xangô de Baker Street                    | Glória                |              |
| 2002 | Separações                                 | Júlia                 |              |
| 2003 | Km 0                                       | Ela                   | Cortometraje |
| 2003 | Vinte e Cinco                              |                       | Cortometraje |
| 2005 | Carreiras                                  |                       |              |
| 2007 | Tropa de Elite                             | Rosane                |              |
| 2009 | Ouro Negro - A Saga do Petróleo Brasileiro | Camila Camargo Mattos |              |
| 2010 | Histórias de Amor Duram Apenas 90 Minutos  | Júlia                 |              |
| 2010 | Não Se Pode Viver sem Amor                 | Malu                  |              |
| 2010 | Tropa de élite 2                           | Rosane                |              |
| 2013 | Entre Nós                                  | Silvana               |              |